# True Star: A Private Performance
True Star: A Private Performance – minialbum amerykańskiej wokalistki Beyoncé Knowles, wyprodukowany przez nią oraz Tommy’ego Hilfigera. Miał ekskluzywną premierę w 2004 roku i był dostępny przy zakupie limitowanej edycji sygnowanych przez Knowles perfum Hilfigera, True Star.
Minialbum składał się z dwóch utworów. „Wishing on a Star” został pierwotnie nagrany przez Beyoncé w 2004 roku i wydany na albumie koncertowym Live at Wembley. Następnie piosenkę wykorzystano w kampanii promocyjnej nowego zapachu od Tommy’ego Hilfigera, zaś w 2005 roku pojawiła się ponadto na ścieżce dźwiękowej filmu Życie na wrotkach. „Wishing on a Star” w wykonaniu Knowles otrzymała nominację do nagrody Grammy w kategorii Best Female R&B Vocal Performance. 17 sierpnia 2010 roku wokalistka wydała tenże utwór jako singel promocyjny. Z kolei druga z piosenek z minialbumu, „Naïve”, stanowi duet pomiędzy Solange Knowles i Beyoncé, nagrany z gościnnym udziałem Da Brat, i oryginalnie pochodzi z debiutanckiej płyty Solange, Solo Star (2002) (na albumie jest 22. ścieżką, która nie posiada tytułu).

## Lista utworów
| #  | Tytuł                                             | Autorzy                                             | Produkcja                      | Długość |
| -- | ------------------------------------------------- | --------------------------------------------------- | ------------------------------ | ------- |
| 1. | "Wishing on a Star"                               | Billie Ray Calvin                                   | Beyoncé Knowles, Chink Santana | 4:07    |
| 2. | "Naïve" (Beyoncé & Solange Knowles feat. Da Brat) | Beyoncé Knowles, HR Crump, Matthew Knowles, Da Brat | Knowles, Santana               | 3:45    |